# Sistema adaptativo complexo
Um sistema adaptativo complexo é um caso especial de um "sistema complexo". Complexos porque não estão em equilíbrio, são dinâmicos e nunca se encontram em estado de repouso; adaptativos porque os seus agentes, na sua interação com o sistema, têm a capacidade de trocar informação com ele e de se lhe adaptarem, isto é, de aprender. Por outras palavras, são influenciados e influenciam o sistema a que pertencem.
A expressão "sistema adaptativo complexo" foi usada pela primeira vez por  Walter Buckley, em 1968.